# Meryl Streep
Mary Louise Streep (ur. 22 czerwca 1949 w Summit) – amerykańska aktorka filmowa, telewizyjna i teatralna, a także okazjonalnie wokalistka.
Zadebiutowała na scenie teatralnej w 1971, grając w sztuce The Playboy of Seville. Na ekranach pojawiła się po raz pierwszy w 1977, w filmie telewizyjnym The Deadliest Season. W tym samym roku wystąpiła w drugoplanowej roli w filmie Julia. Sukces artystyczny i komercyjny przyszedł szybko, głównie dzięki rolom w filmach Łowca jeleni (1978) i Sprawa Kramerów (1979), za które Streep otrzymała swoje pierwsze nominacje do Oscara; drugi z tych tytułów przyniósł jej pierwsze zwycięstwo. Drugiego Oscara, tym razem dla najlepszej aktorki pierwszoplanowej, zdobyła za film Wybór Zofii (1982). 30 lat później odebrała trzecią statuetkę za rolę w biograficznym obrazie Żelazna Dama (2011) o byłej brytyjskiej premier Margaret Thatcher.
Powszechnie uważana za jedną z najbardziej utalentowanych i szanowanych aktorek wszech czasów. Otrzymała łącznie 21 nominacji do Oscara oraz 31 nominacji do Złotego Globu (wygrała osiem, w 2017 otrzymała również nagrodę za całokształt twórczości imienia Cecila B. DeMille’a). Żaden inny aktor w historii obydwu nagród nie otrzymał więcej nominacji. Ponadto jest laureatką dwóch nagród Emmy, dwóch nagród Gildii Aktorów Ekranowych, nagród na Festiwalach Filmowych w Cannes i Berlinie, sześciu nagród Stowarzyszenia Nowojorskich Krytyków Filmowych, dwóch nagród BAFTA, nagrody Australijskiego Instytutu Filmowego, a także zdobywczynią pięciu nominacji do nagrody Grammy i nominacji do nagrody Tony. Odznaczona przez Amerykański Instytut Filmowy za całokształt twórczości w 2004, a także francuskim Orderem Sztuki i Literatury I Klasy w 2000. Uhonorowana przez prezydenta Baracka Obamę Narodowym Medalem Sztuki w 2010 i Prezydenckim Medalem Wolności w 2014.

## Młodość

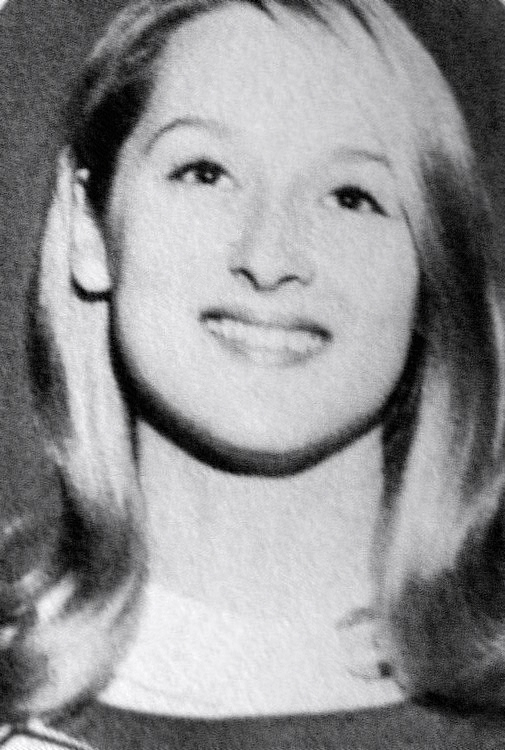
Streep (1966)

Urodziła się w Summit, w stanie New Jersey, jest córką projektantki Mary Wolf (Wilkinson) i Harry’ego Williama Streepa Juniora, kierownika w zakładach farmaceutycznych Merck & Co.. Ma korzenie niemieckie, szwajcarskie i brytyjskie. Jej przodkowie pochodzą m.in. z okolic Loffenau w Niemczech i Giswil w Szwajcarii. Jest daleką krewną Williama Penna, założyciela Pensylwanii, a zapisy świadczą, iż jej rodzina była jednym z pierwszych nabywców gruntów w Pensylwanii.
Pierwsze lata życia spędziła w Basking Ridge. Po narodzinach młodszych braci – Dana i Harry’ego III – zamieszkała z rodziną w zamożnej okolicy w mieście Bernardsville, w New Jersey. Została wychowana w nurcie prezbiterianizmu. Już w dzieciństwie wykazywała zainteresowanie aktorstwem; wystawiała amatorskie przedstawienia w domu, regularnie chodziła na musicale i przedstawienia teatralne wystawiane na Broadwayu. Kiedy miała 12 lat, została wyrzucona ze szkółki niedzielnej za złe zachowanie. W tym okresie, po udanym występie podczas koncertu bożonarodzeniowego z francuskojęzyczną wersją piosenki „O, Holy Night”, zaczęła uczęszczać na zajęcia ze śpiewu u Estelle Liebling, które zakończyła po czterech latach nauki.
Uczyła się w Bernards High School, w której należała do szkolnej grupy cheerleaderek oraz grała główne role w licznych przedstawieniach szkolnych. Poza tym śpiewała w chórze, ćwiczyła gimnastykę, była główną spikerką w szkolnym radiowęźle, pisała do szkolnej gazetki i należała do drużyny pływackiej. W 1966 otrzymała tytuł „królowej” zjazdu absolwentów tej szkoły.

## Kariera aktorska

### Lata 1971–1979
W 1967 rozpoczęła naukę na wydziale dramatycznym żeńskiego college’u artystycznego Vassar. W tym okresie zagrała role musicalowe: Miriam w The Music Man, Daisy Mae w Li’l Abner oraz Laurey w Oklahomie!, a także wystąpiła w tytułowej roli w Pannie Julii Augusta Strindberga. W kwietniu 1971 zadebiutowała w nowojorskim teatrze Cubiculo rolą Tispei, jednej z uwiedzionych kobiet w spektaklu Tirso de Moliny Zwodziciel z Sewilli w reż. Clinta Atkinsona. Kilka tygodni później ukończyła naukę w college’u, uzyskując licencjat z wyróżnieniem. W ramach wymiany studenckiej na ostatnim roku studiów przez semestr uczyła się w Dartmouth College. Poza tym była członkinią Letniego Kabaretu, projektu teatru działającego przy uczelni, w ramach którego zagrała m.in. w sztukach: The Real Inspector Hound, Wiele hałasu o nic i The Marriahe of Bette & Boo. Wystąpiła też w reżyserowanych przez Clinta Antinsona spektaklach: Dobry człowiek z Seczuanu, Skąpiec (jako Frozyna) i The London Merchant (jako prostytutka Sarah Millwood).
Po ukończeniu studiów na Vassar College w 1971 dołączyła do grupy teatralnej Green Mountain Guild, w której zagrała w sztukach The Voice of the Turtle, Affairs of State i Kandyda oraz występowała z nimi w Stowe, Killington i Quechee. W tym czasie nawiązała współpracę z agencją aktorską ICM, a jej menedżerką została Sheila Robinson. Wkrótce zadebiutowała jako aktorka dubbingowa, użyczając głosu w animacji Everybody Rodes the Carousel. Na trzecim roku studiów na Wydziale Dramatycznym Uniwersytetu Yale została członkinią zespołu Yale Repertory Theatre, z którą zagrała m.in. w sztuce Dostojewskiego Biesy w reż. Andrzeja Wajdy (jedną z głównych ról w sztuce grała Elżbieta Czyżewska). Zebrała przychylne recenzje za rolę Constance Garnett, 80-letniej narratorki na wózku inwalidzkim w Idiotach Karamazow. Zagrała też niewielką rolę w musicalu Happy End, córkę Berhy w Ojcu Augusta Strindberga i Helenę w Śnie nocy letniej. Dziekan uczelni Robert Brustein powiedział: „To oczywiste, że jest skazana na sukces”.
W 1975 otrzymała tytuł magistra na Wydziale Dramatycznym Uniwersytetu Yale. Po ukończeniu studiów uczestniczyła w krajowej konferencji dramatopisarzy, organizowanej przez Centrum Teatralne Josepha Pappa, podczas której zagrała w pięciu przedstawieniach w ciągu czterech tygodni, m.in. w Marco Polo i Isadora Duncan śpi z rosyjską marynarką wojenną. 15 października 1975 zadebiutowała na Broadwayu rolą Imogen Parrott, aktorki i dyrektorki teatru w sztuce Trelawny of the „Wells”. W 1976 zagrała w dwóch sztukach Phoenix Theatre: Florę w spektaklu Tennessee Williamsa 27 Wagons Full of Cotton i sekretarkę Patricię w A Memory of Two Mondays Arthura Millera. Za rolę w 27 Wagons Full of Cotton otrzymała nominację do nagrody Tony dla najlepszej aktorki drugoplanowej w sztuce teatralnej, poza tym zdobyła nagrodę Theatre World Award. Następnie zagrała Edith Varney w Secret Service, a także wystąpiła na New York Shakespeare Festival w sztukach Delacorte Theater: Henryk V i Miarka za miarkę. Brała udział także w przesłuchaniach do ról filmowych, jednak nie wszystkie próby kończyły się sukcesami – ubiegała się m.in. o główną rolę kobiecą w King Kongu (1976), jednak producent filmu Dino De Laurentiis, ujrzawszy aktorkę, powiedział do syna po włosku: Jest brzydka. Dlaczego mi to przyprowadziłeś?, na co Streep odpowiedziała mu płynnie w tym samym języku: Żałuję, że nie jestem wystarczająco piękna.
W 1977 zagrała pokojówkę Duniaszę w Wiśniowym sadzie Antona Czechowa na scenie broadwayowskiego Vivien Beaumont Theater w reż. Andreia Șerbana. Następnie wystąpiła w roli Hallelujah Lil w musicalu Bertolta Brechta i Kurta Weilla Happy End wystawianym w Brooklińskiej Akademii Muzycznej. W marcu 1977 zadebiutowała na ekranie rolą w filmie telewizyjnym The Deadliest Season. Kilka tygodni później premierę miał jej pierwszy film kinowy w karierze – Julia (1977) Freda Zinnemanna, w którym zagrała małą, ale istotną rolę Anne Marie podczas scen retrospekcji. W tym czasie zagrała Ingę, Aryjkę poślubiającą żydowskiego artystę w nazistowskich Niemczech, w miniserialu Holocaust (1978). Później wyjaśniła, że miała do zagrania postać „nieubłaganie szlachetną” oraz że przyjęła rolę tylko dlatego, iż potrzebowała pieniędzy na opłacenie leczenia Cazale’a. Wyjechała na plan zdjęciowy do Austrii. Miniserial obejrzało ok. 120 mln ludzi w USA i ponad 20 mln osób w RFN. Streep dzięki roli w Holocauście zdobyła uznanie krytyków – została określona w sierpniu 1978 jako „skrajnie widoczna”. Za rolę otrzymała nagrodę Emmy dla najlepszej aktorki pierwszoplanowej w miniserialu lub filmie telewizyjnym. W tym samym roku została obsadzona w niewielkiej roli w filmie Łowca jeleni (1978) wraz ze swoim ówczesnym narzeczonym, Johnem Cazalem, u którego zdiagnozowano nowotwór płuca z przerzutami na kości. Otrzymanie roli w filmie pozwoliło jej pozostać z chorującym partnerem na czas kręcenia produkcji. Sama nie była specjalnie zainteresowana występem w Łowcy…, a po latach wyznała: „Potrzebna była dziewczyna pomiędzy dwóch facetów i to wszystko”. Za rolę kasjerki Lindy po raz pierwszy nominowana została do Oscara dla najlepszej aktorki drugoplanowej oraz do Złotego Globu i nagrody BAFTA.
Po zakończeniu zdjęć opiekowała się Cazalem aż do jego śmierci 12 marca 1978. Jeszcze przed śmiercią aktora zagrała Leilah, niewielką rolę w telewizyjnej inscenizacji Niezwykłych kobiet… i innych Wendy Wasserstein, z którą studiowała na Uniwersytecie Yale. Latem 1978 zagrała Katarzynę, tytułową bohaterkę Poskromienia złośnicy, którą Joe Papp wystawił na festiwalu Szekspir w Parku. Pełna smutku i nadziei, że praca zapewni jej ulgę po śmierci Cazale’a, przyjęła rolę w filmie Uwiedzenie Joe Tynana (1979) u boku Alana Aldy. Wspominała później, że na planie grała na „automatycznego pilota”. W tym czasie jej nowym agentem i menedżerem został Sam Cohn, który zaproponował jej rolę w Sprawie Kramerów (1979) Roberta Bentona. Zapytana o scenariusz filmu powiedziała, że jej bohaterka – Joanna – nie jest zbyt typowym przykładem wielu amerykańskich kobiet, które stają w obliczu rozpadu małżeństwa i walki o prawa do opieki nad dzieckiem oraz że została przedstawiona jako „zbyt zła”. Twórcy zgodzili się ze Streep i scenariusz został poprawiony. Przygotowując się do roli, Streep rozmawiała ze swoją matką na temat jej życia jako matki i gospodyni domowej, kobiety sukcesu i bywalczyni Upper East Side, dzielnicy w której powstał film. Benton pozwolił Streep, aby napisała swój dialog w jej dwóch kluczowych scenach, pomimo sprzeciwu ze strony Hoffmana. Również w 1979 zagrała drugoplanową rolę Jill w filmie Woody’ego Allena Manhattan. Przed rozpoczęciem zdjęć nie otrzymała całego scenariusza – dano jej tylko sześć stron własnej sceny, w dodatku nie miała prawa do improwizacji. Za role we wszystkich trzech filmach z 1979 zyskała uznanie krytyków oraz otrzymała nagrody Los Angeles Film Critics Association, National Board of Review i National Society of Film Critics dla najlepszej aktorki drugoplanowej za pracę zbiorową przy tych trzech produkcjach. Ponadto wśród nagród otrzymanych za rolę w filmie Sprawa Kramerów był pierwszy Oscar i Złoty Glob dla najlepszej aktorki drugoplanowej.
W tym czasie pracowała także nad musicalową adaptacją Alicji w Krainie Czarów w reż. Elizabeth Swados, jednak projekt został zawieszony na krótko przed pierwszymi pokazami zamkniętymi. Zamiast tego przygotowano koncertową wersję przedsięwzięcia – Alice in Concert, w której Streep wcieliła się w kilka postaci, m.in. w tytułową bohaterkę oraz Humpty’ego Dumpty’ego. Za występ w koncertach otrzymała w 1981 nagrodę Obie.

### Lata 1980–1989

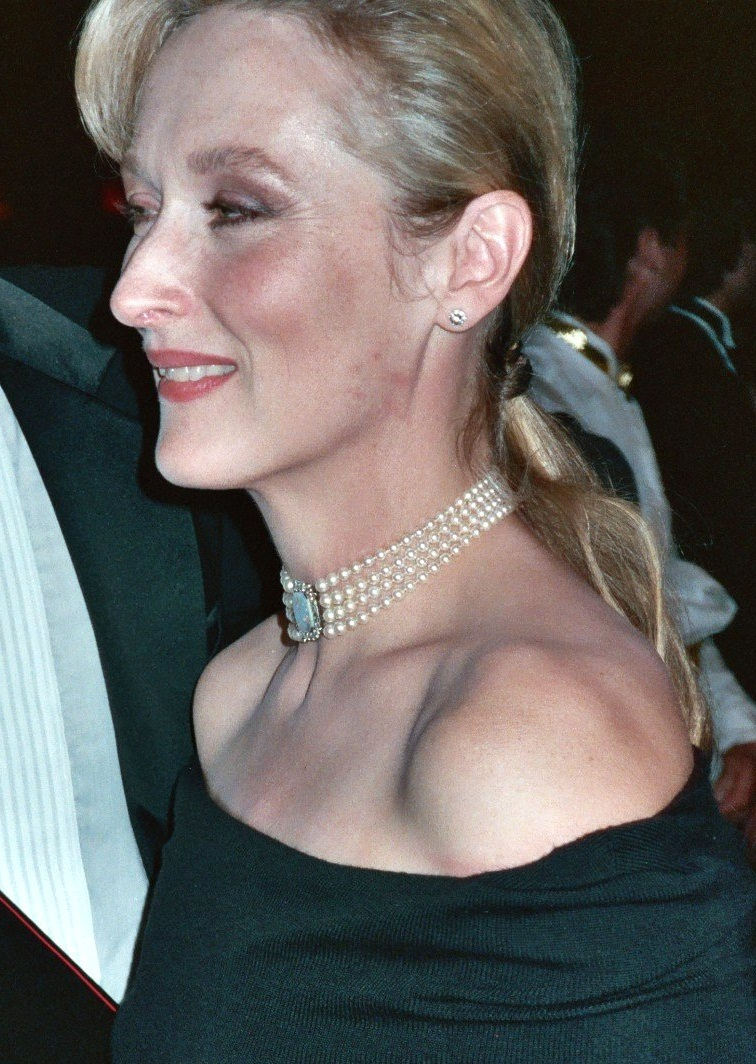
Streep na 61. ceremonii wręczenia Oscarów (1988)

Po znaczących rolach drugoplanowych w Łowcy jeleni i Sprawie Kramerów zaczęła grać główne role. Zagrała pierwszoplanową rolę w filmie Karela Reisza Kochanica Francuza (1981), będącego ekranizacją powieści szkatułkowej Johna Fowlesa pod tym samym tytułem. „New York Magazine” stwierdził w swoim artykule, iż wiele gwiazd w przeszłości grało pojedyncze postacie w swoich filmach, podczas gdy Streep jest „kameleonem”, chętnym do gry każdej roli. Streep za rolę w filmie otrzymała nagrodę BAFTA dla najlepszej aktorki pierwszoplanowej. Gdy jej kariera filmowa nabrała rozmachu, w 1981 zrobiła sobie przerwę od pracy scenicznej, ograniczając ją do sporadycznych występów w Delacorte Theater.
W 1982 zagrała w thrillerze psychologicznym Roberta Bentona W nocnej ciszy. Amerykański krytyk Vincent Canby zauważył, że film jest „hołdem dla dzieł Alfreda Hitchcocka”, ale „jednym z jego głównych słabości jest brak chemii między Streep i Scheiderem”. Stwierdził też, że Streep „jest oszałamiająca, ale nie jest na ekranie wystarczająco długo w pobliżu dowolnego miejsca”. Również w 1982 wystąpiła jako ocalała z Holocaustu Polka Zofia Zawistowska w filmie Wybór Zofii, a na potrzeby roli podjęła około trzymiesięczny kurs języka polskiego. William Styron napisał powieść z myślą o Ursuli Andress w roli Zofii, ale Streep była bardzo zdeterminowana, aby otrzymać rolę – po zdobyciu pirackiej kopii scenariusza udała się do reżysera filmu, Alana J. Pakuli i rzuciła się na ziemię, prosząc go, by obsadził ją w tej roli. Za rolę w tym filmie otrzymała drugiego w swojej karierze Oscara, lecz tym razem dla najlepszej aktorki pierwszoplanowej. Na planie Wyboru Zofii nawiązała współpracę z wizażystą i stylistą fryzur Royem Hellandem. Jej kolejnym sukcesem była rola w dramacie biograficznym Silkwood (1983), opowiadającym historię działaczki związkowej Karen Silkwood. W wywiadzie udzielonym Rogerowi Ebertowi opowiadała, w jaki sposób przygotowywała się do roli – spotykała się m.in. z bliskimi i znajomymi Silkwood, w ten sposób zdając sobie sprawę, iż każda osoba postrzegała Karen Silkwood w innym aspekcie. W końcu skoncentrowała się na wydarzeniach z życia Silkwood: „Nie próbowałam przeniknąć w Karen. Po prostu chciałam spojrzeć na to co zrobiła. Ułożyłam każdą informację, jaką udało mi się znaleźć o niej... Co w końcu rzuciło światło na wydarzenia z jej życia, i starałam się zrozumieć ją od wewnątrz”. Za rolę w tym filmie Streep otrzymała piątą nominację do Oscara, trzecią z rzędu (1981–1983) w kategorii najlepsza aktorka pierwszoplanowa. Następnie zagrała u boku Roberta De Niro w komedii romantycznej Zakochać się (1984) oraz wystąpiła w brytyjskim dramacie Obfitość (1985). Roger Ebert powiedział o grze Streep w Obfitości, iż pokazała „wielką subtelność, trudno jest grać niesymetryczną, neurotyczną, autodestrukcyjną kobietę, a ona robi to z taką delikatnością i urokiem... Streep tworzy postać kobiety, która mogłaby być po prostu katalogiem objawów”.
W 1985 zagrała z Robertem Redfordem w Pożegnaniu z Afryką Sydneya Pollacka według powieści Karen Blixen. Film odniósł ogromny sukces komercyjny i artystyczny, otrzymując Oscara dla najlepszego filmu i Złoty Glob dla najlepszego filmu dramatycznego, z kolei Streep za rolę w nim otrzymała szóstą nominację do Oscara i Złotego Globu oraz siódmą do nagrody BAFTA. W 1986 wystąpiła z Jackiem Nicholsonem w filmie Zgaga Mike’a Nicholsa. Rok później pojawiła się w filmie Chwasty. Za rolę w Chwastach została po raz siódmy nominowana do Oscara.
W 1988 zagrała postać Lindy Chamberlain, Australijki oskarżonej o morderstwo córki, w filmie Freda Schepisiego Krzyk w ciemności. Za rolę w filmie otrzymała nagrodę dla najlepszej aktorki podczas 42. MFF w Cannes oraz zdobyła kolejną nominację do Oscara. Lata 80. zakończyła rolą w filmie komediowym Diablica (1989). Richard Corliss, krytyk filmowy Time’a, stwierdził, że Streep jest „jednym z powodów, aby zobaczyć film”.

### Lata 1990–1999

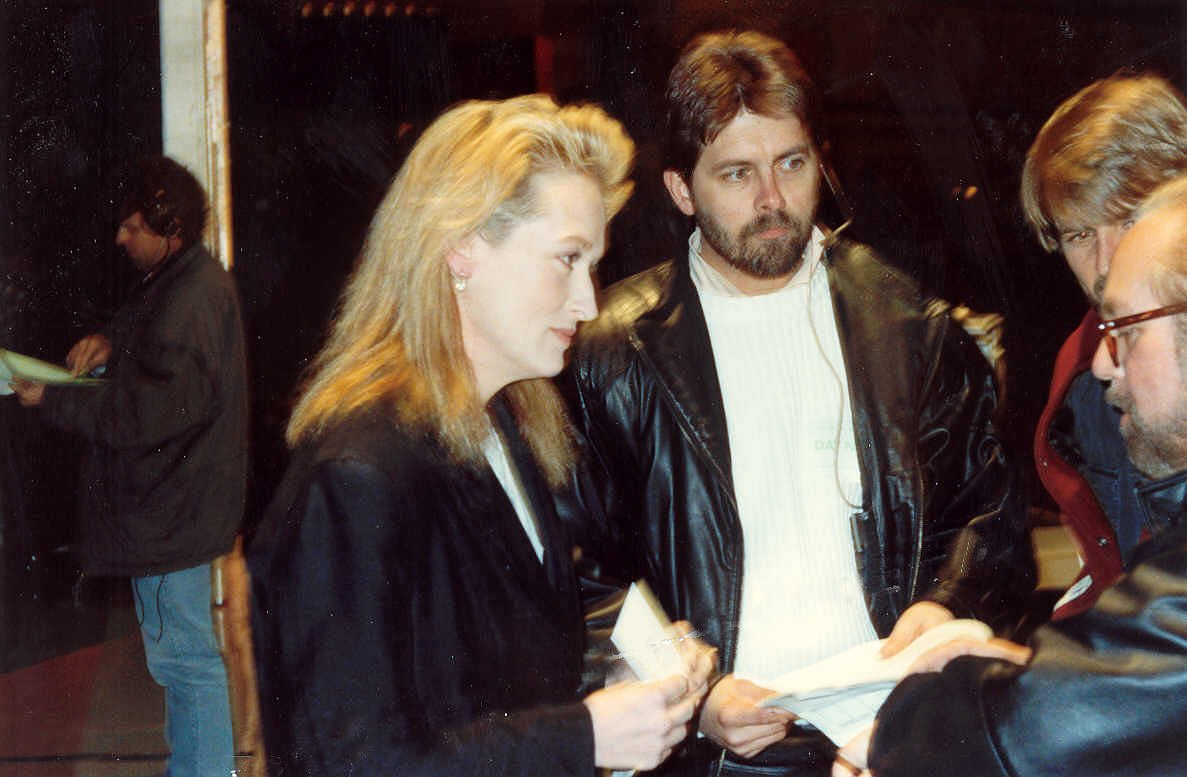
Streep na gali wręczenia nagród Grammy (1990)

W latach 1984–1990 otrzymała sześć nagród People’s Choice Awards dla ulubionej aktorki filmowej. Za rolę w filmie Pocztówki znad krawędzi (1990), ekranizacji autobiograficznej książki Carrie Fisher, została po raz dziewiąty w karierze nominowana do Oscara. Następnie wystąpiła w melodramacie Alberta Brooksa W obronie życia (1991).

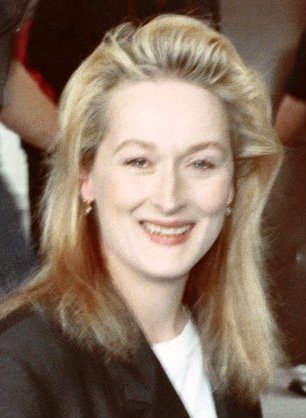
Streep (1990)

Przez wiele lat przyjaźniła się z aktorką Goldie Hawn, z którą planowała zagranie we wspólnym filmie. Po rozważeniu różnych projektów zdecydowały się na film Thelma i Louise (1991), jednak czwarta ciąża Streep uniemożliwiła jej pracę na planie filmu, a producenci obrazu zdecydowali się kontynuować pracę z innymi aktorkami, Susan Sarandon i Geeną Davis. Z Hawn wystąpiła w czarnej komedii Ze śmiercią jej do twarzy (1992), w której za rolę egocentrycznej Madeline Ashton otrzymała swoją dziesiątą nominację do Złotego Globu. Biografka Karen Hollinger, na przykładzie filmu Ze śmiercią jej do twarzy, opisała ten okres jako spadek popularności Streep, co przypisała częściowo krytycznemu odbiorowi jej ról komediowych, jak też brakowi dostępnych opcji dla „aktorek po czterdziestce”. Sama Streep zauważyła, że miała ograniczone możliwości grania, ponieważ wolała pracować w Los Angeles w pobliżu swojej rodziny.
W 1993 zagrała w filmie Dom dusz, adaptacji powieści Isabel Allende. Sensację wzbudziła występem w Dzikiej rzece (1994), który pozostaje jedynym filmem akcji w dorobku aktorskim Streep. Za występ w tym filmie zainkasowała 5 mln dol, a za swoją rolę otrzymała kolejną w karierze nominację do Złotego Globu i pierwszą do nagrody Gildii Aktorów Ekranowych. Za rolę Franceski Johnson, 40-letniej gospodyni domowej wdającej się w romans z fotografem pisma „National Geographic”, w filmie Clinta Eastwooda Co się wydarzyło w Madison County (1995) otrzymała swoją 10. nominację do Oscara. W 1996 wystąpiła w filmach Pokój Marvina i Wczoraj i dziś. Ubiegała się także o rolę Evy Perón w filmie muzycznym Evita, jednak produkcja po roku przygotowań zrezygnowała z niej na rzecz Madonny.
W 1997, po ponad 20-letniej przerwie, powróciła do telewizji występem w filmie Po pierwsze nie szkodzić – za rolę matki, zdecydowanej uratować życie synowi choremu na epilepsję, została nominowana do nagrody Emmy dla najlepszej aktorki pierwszoplanowej w miniserialu lub filmie telewizyjnym. Za rolę w Tańcu ulotnych marzeń (1998) otrzymała nominację do Irlandzkiej Nagrody Filmowej i Telewizyjnej. Uznanie zyskała także dzięki roli chorej na raka matki, która pomaga córce przewartościować jej życie, w filmie Jedyna prawdziwa rzecz (1998), za którą otrzymała 11. nominację do Oscara oraz 15. nominację do Złotego Globu. Wystąpiła w filmie Koncert na 50 serc (1999), a na potrzeby produkcji nauczyła się grać na skrzypcach. Rola w filmie zapewniła jej kolejną nominację do Oscara i Złotego Globu.

### Lata 2000–2009

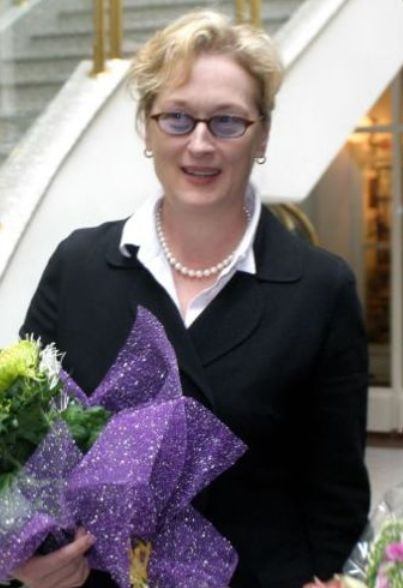
Streep w Petersburgu (2004)

W 2001, po dłuższej przerwie, udzieliła głosu w filmie Stevena Spielberga A.I. Sztuczna inteligencja. W tym samym roku, po 20 latach przerwy, powróciła na deski teatru, występując w Mewie Czechowa, wystawianej w Public Theater, w reżyserii Mike’a Nicholsa. Otrzymała nominację do Drama Desk Award dla najlepszej aktorki w sztuce. Również w 2001 wraz z Liamem Neesonem poprowadziła coroczny koncert dla laureata Pokojowej Nagrody Nobla w Oslo.
W 2002 wystąpiła w roli Clarissy Vaughn, redaktorki opiekującej się umierającym na AIDS przyjacielem, w Godzinach Stephena Daldry’ego. Na ekranie partnerowały jej Nicole Kidman i Julianne Moore, z którymi otrzymała ex aequo nagrodę Srebrnego Niedźwiedzia dla najlepszej aktorki na 53. MFF w Berlinie, poza tym za tę rolę otrzymała 17. nominację do Złotego Globu. W tym samym roku za rolę dziennikarki Susan Orlean w Adaptacji Spike’a Jonze’a otrzymała Złoty Glob dla najlepszej aktorki drugoplanowej oraz 13. nominację do Oscara. Występ w Adaptacji uznawany jest za kluczowy w odbudowie kariery aktorskiej Streep.
W 2003 zgodziła się zagrać ducha Ethel Rosenberg w miniserialu telewizyjnym Anioły w Ameryce reżyserowanym przez Mike’a Nicholsa, z którym wcześniej pracowała w Silkwood, Zgadze, Pocztówkach znad krawędzi i Aniołach w Ameryce. Miniserial zyskał ogromną popularność w Stanach Zjednoczonych, a Streep otrzymała nagrodę Emmy i piątego Złotego Globa. Następnie wystąpiła w adaptacji popularnego cyklu książek dla młodzieży Seria niefortunnych zdarzeń autorstwa Daniela Handlera. W obrazie Lemony Snicket: Seria niefortunnych zdarzeń (2004) zagrała postać ciotki Józefiny, występując u boku Jima Carreya. W tym samym roku zagrała główną rolę w trillerze politycznym Jonathana Demme’a Kandydat z Denzelem Washingtonem w obsadzie. Film jest remakiem obrazu Przeżyliśmy wojnę w reżyserii Johna Frankenheimera. W 2004 Amerykański Instytut Filmowy przyznał Streep nagrodę za osiągnięcia życia, poza tym otrzymała nagrodę Emmy za rolę w telewizyjnej adaptacji Aniołów w Ameryce w reż. Mike’a Nicholsa.
W 2005 wystąpiła w roli terapeutki w filmie komediowym Serce nie sługa u boku Umy Thurman. Rok później premierę miał ostatni film Roberta Altmana Ostatnia audycja (2006), w którym Streep grała wraz z Lily Tomlin, Woodym Harrelsonem i Lindsay Lohan. W tym samym roku wystąpiła wraz z Anne Hathaway w tragikomedii Diabeł ubiera się u Prady na podstawie bestsellerowej powieści Lauren Weisberger, w której autorka opisuje swoje przeżycia podczas pracy jako asystentka redaktor naczelnej amerykańskiego „Vogue’a” – Anny Wintour. Za rolę demonicznej Mirandy Priestly, postaci wzorowanej na Wintour, Streep otrzymała Złoty Glob dla najlepszej aktorki w filmie komediowym lub musicalu i 14. nominację do Oscara. W sierpniu i wrześniu 2006 występowała w produkcji Public Theater – sztuce Matka Courage i jej dzieci Bertolta Brechta, wystawianej w Delacorte Theater w Central Parku.

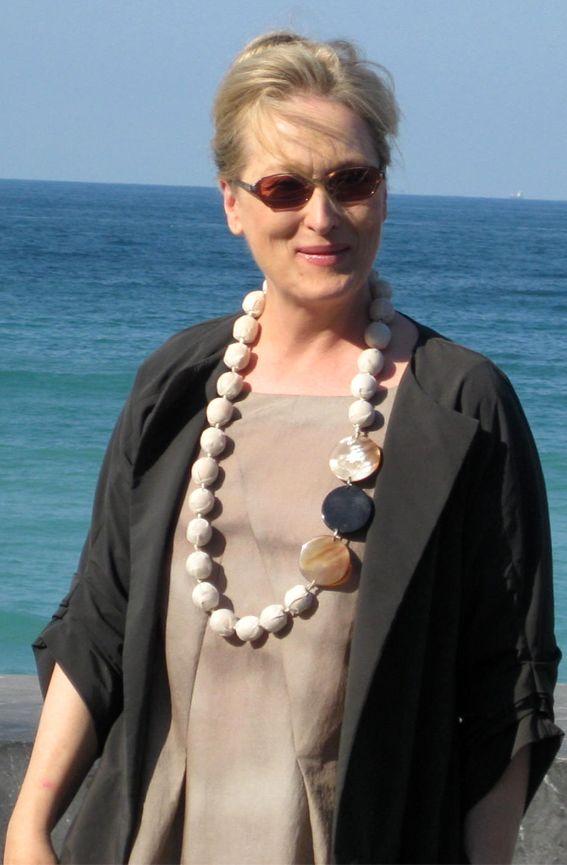
Meryl Streep w San Sebastián, 2008

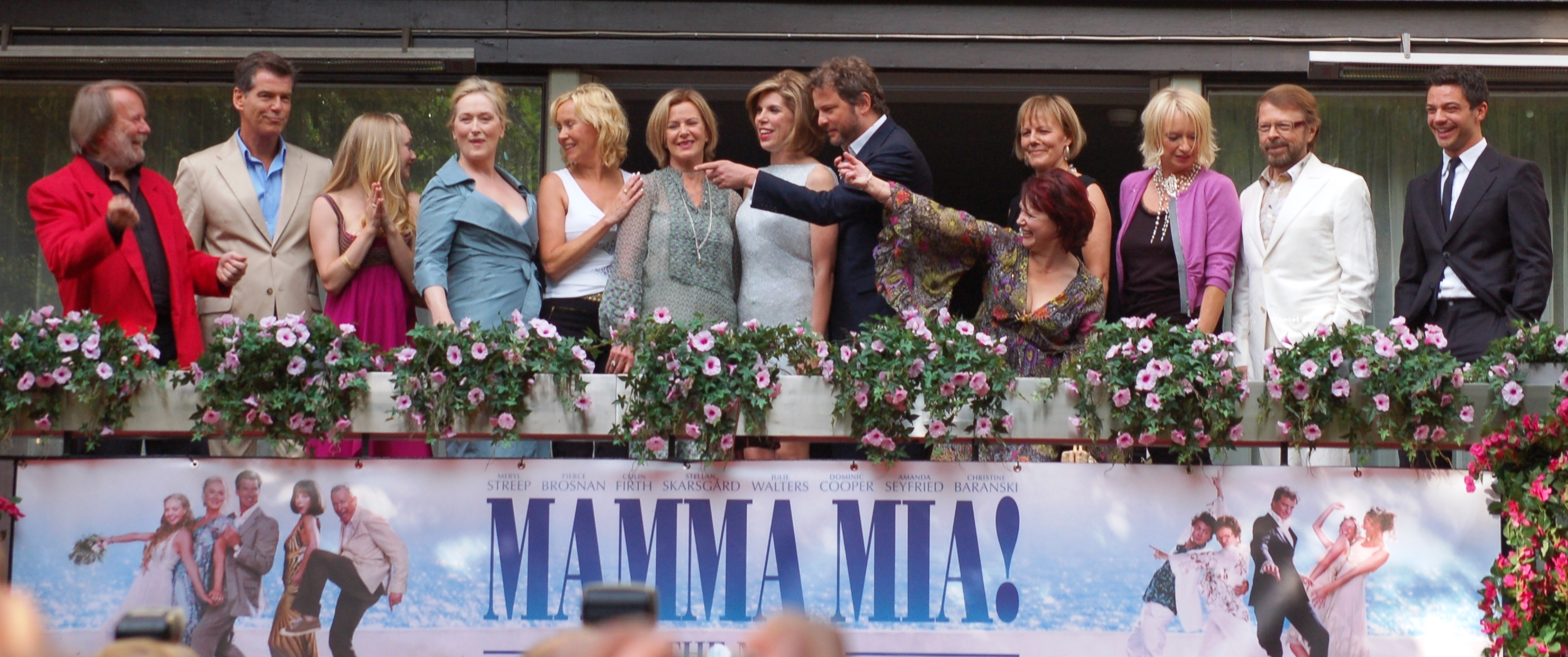
Streep (czwarta z lewej) podczas premiery filmu Mamma Mia! (2008)

W 2007 zagrała w czterech filmach – nagrodzonej na Sundance Film Festival Ciemnej materii Chen Shi-zhenga, w Wieczorze na podstawie powieści Susan Minot, w którym wystąpiła wraz ze swoją córką Mamie Gummer, w Transferze Gavina Hooda, w którym wcieliła się w postać szefowej CIA oraz w obrazie Ukryta strategia w reżyserii Roberta Redforda, w którym jako dziennikarka Janine Roth przeprowadza wywiad z młodym i wpływowym kongresmenem (w tej roli Tom Cruise). W 2008 wystąpiła w roli Donny Sheridan w ekranizacji kultowego musicalu Mamma Mia!, z fabułą na podstawie piosenek zespołu ABBA. Za rolę w tej ekranizacji, która okazała się komercyjnym sukcesem, otrzymała 23. nominację do Złotego Globu oraz nominację do nagrody Grammy (za pracę nad ścieżką dźwiękową do filmu). Podczas 35. rozdania nagród People’s Choice Awards wykonywana przez nią piosenka „Mamma Mia!” otrzymała nagrodę dla najlepszej piosenki z soundtracku. W tym samym roku wystąpiła w filmie dramatycznym Wątpliwość w reżyserii Johna Patricka Shanleya, w roli siostry Aloysius Beauvier. Za rolę w tym obrazie 22 stycznia 2009 została nominowana po raz 15. do Oscara. Otrzymała również nagrodę Gildii Aktorów Ekranowych za wybitny występ aktorki w roli pierwszoplanowej.
W 2009 zagrała w komedii biograficznej Julie i Julia, w której wcieliła się w rolę słynnej amerykańskiej kucharki Julii Child. Za występ w tym filmie otrzymała Złoty Glob dla najlepszej aktorki w filmie komediowym lub musicalu oraz 16. nominację do Oscara. Również w 2009 była nominowana do Złotego Globa za rolę w komedii romantycznej Nancy Meyers To skomplikowane, za grę w której zainkasowała wówczas rekordową gażę w wysokości 7-8 mln dol.. W 2010 użyczyła głosu pani Lis w filmie animowanym Fantastyczny pan Lis w reżyserii Wesa Andersona.

### Lata 2010–2019

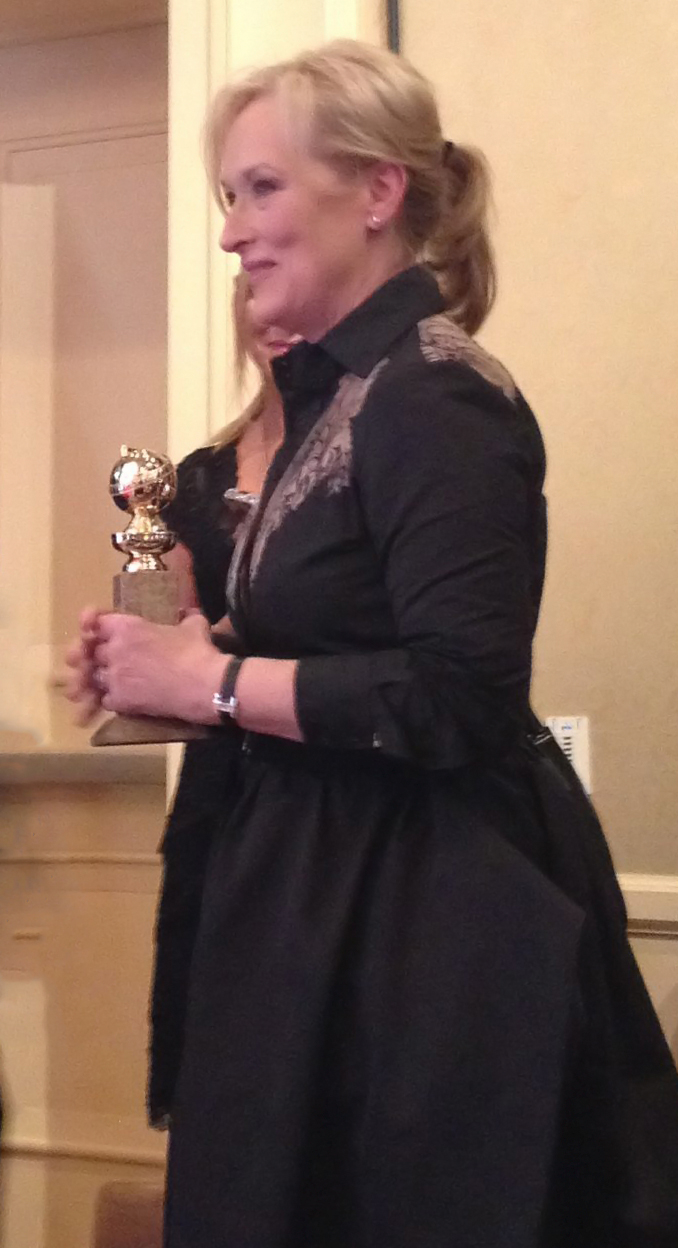
Streep po odebraniu Złotego Globu za rolę w filmie Żelazna Dama podczas 69. ceremonii wręczenia Złotych Globów, 15 stycznia 2012

W 2011 zagrała postać brytyjskiej premier Margaret Thatcher w filmie Żelazna Dama. Przygotowując się do tej roli, odwiedziła m.in. brytyjską Izbę Gmin. Rola została wysoko oceniona przez krytyków, a sama Streep otrzymała zań Złoty Glob dla najlepszej aktorki w filmie dramatycznym oraz była nominowana do nagrody Gildii Aktorów Ekranowych, nagrody Satelity i nagrody BAFTA, a w lutym 2012 odebrała Oscara za rolę pierwszoplanową. Organizatorzy 62. Międzynarodowego Festiwalu Filmowego w Berlinie przyznali Streep Honorowego Złotego Niedźwiedzia. Również w 2012 pojawiła się w filmie komediowym Dwoje do poprawki u boku Tommy’ego Lee Jonesa, z którym przedstawiła historię pary 60-letnich małżonków, którzy starają się przy pomocy terapeuty na nowo rozpalić między sobą namietność. Za występ w tym filmie otrzymała nominację do Złotego Globu.
W 2013 wcieliła się w rolę chorującej na raka i złej matki Violet Weston w filmie Sierpień w hrabstwie Osage, będącym ekranizacją sztuki teatralnej autorstwa Tracy Letts. Rola ta przyniosła jej kolejne nominacje do Oscara, Złotego Globu, Satelitów i Nagrody Gildii Aktorów Ekranowych. W 2014 rozpoczęła pracę na planie musicalu Tajemnice lasu oraz pojawiła się w filmach Dawca pamięci i Eskorta. W 2015 zagrała gitarzystkę rockową Ricki w filmie Nigdy nie jest za późno, a na potrzeby ścieżki dźwiękowej do produkcji nagrała dziesięć piosenek, śpiewając je przy akompaniamencie gitar. W tym samym roku zagrała Emmeline Pankhurst w Sufrażystce, a następnie odegrała główne role: Florence Foster Jenkins w filmie Boska Florence (2016) i Katharine Graham w filmie Czwarta władza (2017).
W 2018 ponownie zagrała Donnę Sheridan w Mamma Mia: Here We Go Again!, będącym sequelem filmu Mamma Mia! z 2008. Również w 2018 wcieliła się w postać Topsy w Mary Poppins powraca. W 2019 wystąpiła w swoim pierwszym filmie produkcji Netflixa – Pralnia, bazującym na aferze Panama Papers, którego reżyserem był Steven Soderbergh.

## Życie prywatne

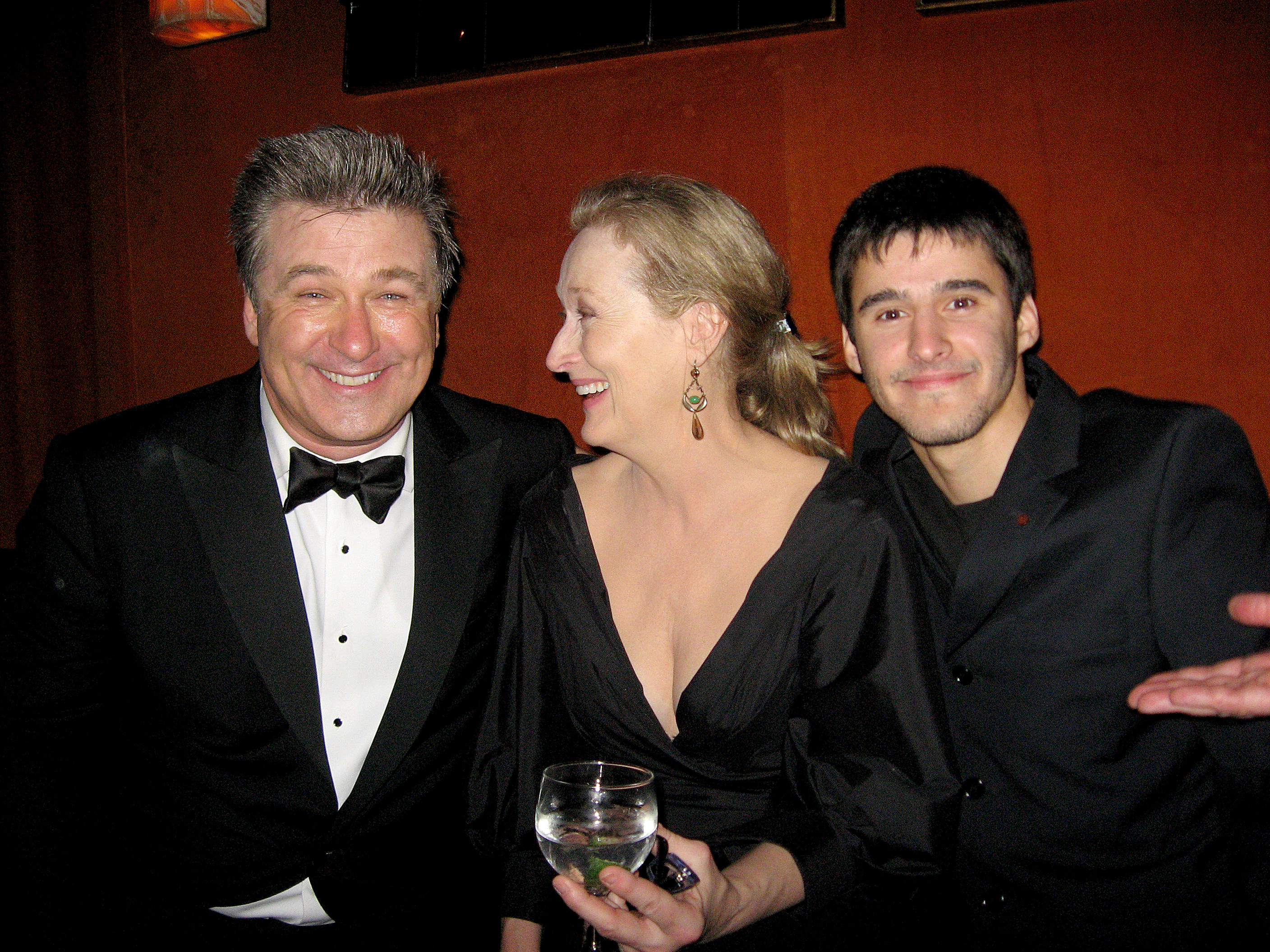
Meryl Streep

W okresie nastoletnim była związana z wojskowym sanitariuszem Mikiem Boothem oraz futbolistami: Bruce’em Thomsonem i Bobem Levinem. Na studiach związana była z Philipem Casnoffem. Podczas pracy przy spektaklu Miarka za miarkę w 1974 poznała aktora Johna Cazale’a, z którym pozostała do jego śmierci w marcu 1978.
30 września 1978 wyszła za rzeźbiarza Donalda J. „Dona” Gummera. Mają czworo dzieci: syna Henry’ego Wolfa „Harry’ego” (ur. 1979) oraz trzy córki: Mary Willę „Mamie” (ur. 1983), Grace Jane (ur. 1986) i Louisę Jacobson (ur. 12 czerwca 1991). Jest matką chrzestną Billie Lourd, córki swojej bliskiej przyjaciółki – aktorki Carrie Fisher. W lutym 2019 po raz pierwszy została babcią, dzięki swojej najstarszej córce Mamie.
Na pytanie, czy religia odgrywa ważną rolę w jej życiu, w wywiadzie udzielonym w 2009 odpowiedziała: „Nie uznaję żadnej doktryny. Nie należę do kościoła, świątyni czy synagogi lub aśramy”.
W sierpniu 1985 z rodziną przeniosła się do Connecticut, gdzie zamieszkali w prywatnej posiadłości wycenianej na 1,8 mln dol. W 1990 przeprowadzili się do wartej 3 mln dol. rezydencji w Brentwood w Los Angeles, ale po jakimś czasie wrócili do Connecticut.

## Nagrody i nominacje

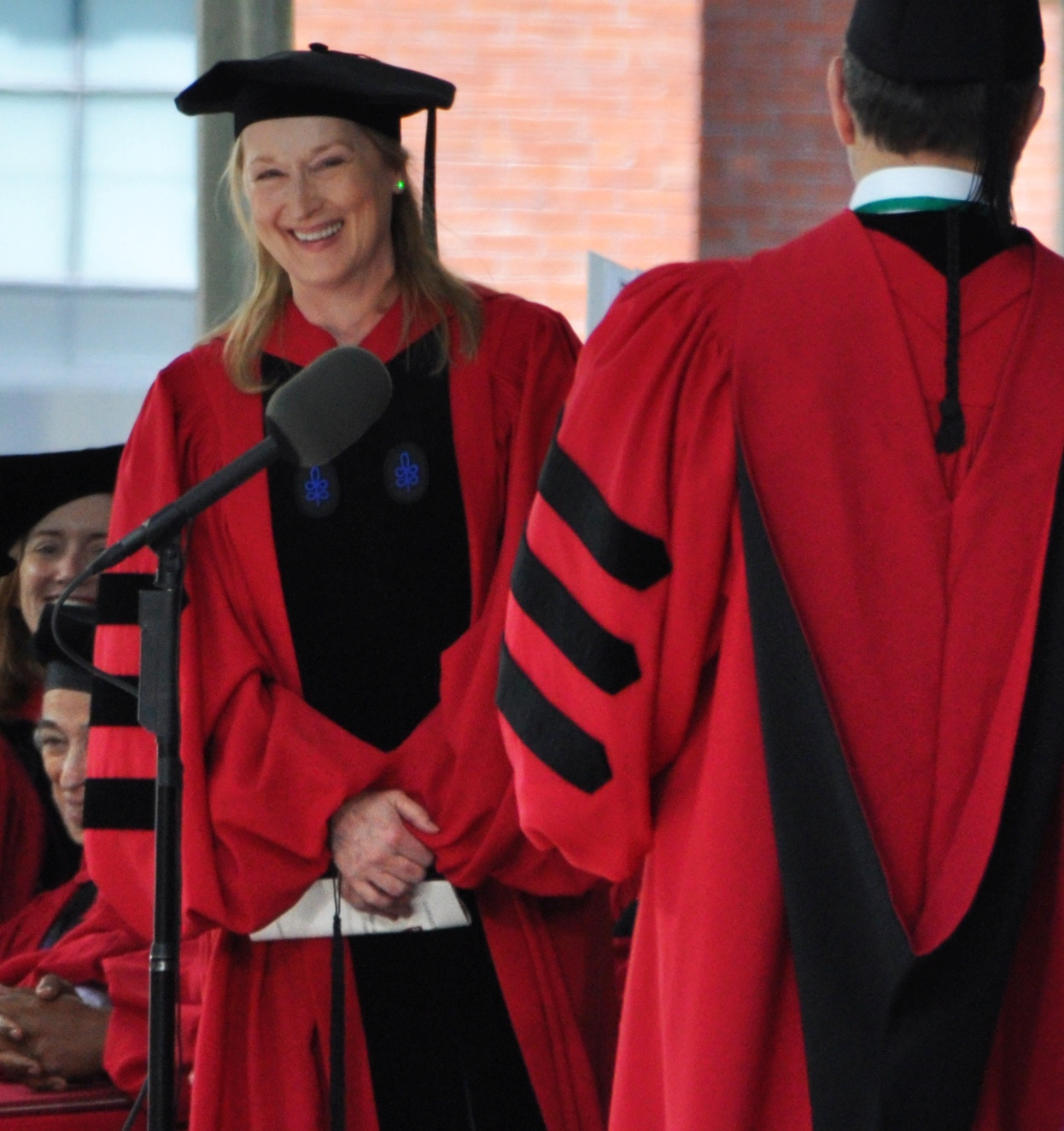
Streep podczas odbierania tytułu doktora honoris causa Uniwersytetu Harvarda

W 2003 otrzymała Honorowego Cezara oraz Nagrodę za osiągnięcia życia od Amerykańskiego Instytutu Filmowego w 2004. W ciągu swojej kariery aktorskiej Streep została uznana Kobietą Roku przez związek studentów Uniwersytetu Harvarda „Hasty Pudding Theatricals” w 1980 oraz została uhonorowana nagrodą Crystal Awards dla Kobiety w filmie w 1998. Dostała również nagrodę Gala Tribute przyznawaną przez Film Society of Lincoln Center w 2008.
Od 2009 jest doktorem honoris causa Uniwersytetu w Princeton, a od 27 maja 2010 doktorem honoris causa Uniwersytetu Harvarda. Ponadto została odznaczona przez Dartmouth College (1981), Uniwersytet Yale (1983), Vassar College (1983), Uniwersytet New Hampshire (2003), Middlebury College (2003) i Barnard College (2010).
W 1977 została umieszczona na liście 12. najbardziej obiecujących nowych aktorów w John Willis’ Screen World, Vol. 29. W 2008 została zapisana do New Jersey Hall of Fame. Od 2010 jest członkiem Amerykańskiej Akademii Sztuki i Literatury. Posiada własną gwiazdę w Hollywood Walk of Fame, znajdującą się przy 7020 Hollywood Boulevard.